# Parantica dannatti
Parantica dannatti је врста лептира из породице шаренаца (лат. Nymphalidae).

## Распрострањење
Филипини су једино познато природно станиште врсте.

## Станиште
Врста Parantica dannatti има станиште на копну.

## Угроженост
Ова врста се сматра рањивом у погледу угрожености врсте од изумирања.